# Justice (film, 2003)
Cet article concerne le film d'Evan Oppenheimer. Pour le film d'Hans W. Geissendörfer, voir Justice.
Pour les articles homonymes, voir Justice (homonymie).
Pour plus de détails, voir Fiche technique et Distribution.
Justice est un film américain réalisé par Evan Oppenheimer, sorti en 2003.

## Fiche technique
- Titre original : Justice
- Réalisation : Evan Oppenheimer
- Scénario : Evan Oppenheimer
- Chef décorateur : Beth Kuhn
- Costumes : Dona Mandel
- Maquillage : Carol Brown (makeup artist)
- Photographie : Luke Geissbuhler
- Montage : Allison Eve Zell
- Musique : Nenad Bach
- Production : 
  - Producteur : Amy R. Baird, Amelia Dallis
  - Producteur associée : Roberto Hamilton, Martin Schepelern
- Société(s) de production : Black Sand Pictures, Red Anarchist Films LLC
- Pays d'origine :  États-Unis
- Année : 2003
- Langue originale : anglais
- Format : couleur
- Genre : comédie dramatique
- Durée : 80 minutes
- Dates de sortie :
  - États-Unis : 8 mai 2003 (Tribeca Film Festival)

## Distribution
- Erik Palladino : Drew Pettite
- Michael Jai White : Tre
- Daphne Rubin-Vega : Roberta
- Ajay Naidu : Mohammed
- Catherine Kellner : Mara Seaver
- Marisa Ryan : Julia
- Tom Guiry (en) : The Red Anarchist
- Joelle Carter : Monique
- David Patrick Kelly : Marty
- Michael Ealy : Woody
- Leo Fitzpatrick : The Egg Machine
- Larry Pine : The Legend
- Alan Cox : Palm Sunday
- Helena Apothaker[1] : Helena
- Daniel Cantor : Terrence the Ugly American